# Сяраяха
Сяраяха (устар. Сяра-Яха) — река в России, протекает по Ямало-Ненецкому АО. Устье реки находится в 173 км по левому берегу реки Етыпур. Длина реки составляет 48 км. В 35 км от устья по правому берегу впадает река Правая Сяраяха.

## Данные водного реестра
По данным государственного водного реестра России относится к Нижнеобскому бассейновому округу, водохозяйственный участок реки — Пур. Речной бассейн реки — Пур.
Код объекта в государственном водном реестре — 15040000112115300057268.